# 輭殺流
輭殺流（ぜんさつりゅう）とは、羽根清太左衛門義忠が創始した捕手術を表芸とする武術の流派である。無雙直伝楊心輭殺流捕手と書かれることもある。

## 歴史
肥前国佐賀郡龍造寺の羽根清太左衛門義忠が開いた。
肥前国や対馬国で学ばれていた。

## 内容
時代や系統によって体系、技の順序や名前に差異がみられる。 
伝書が楊心流とよく似ているが、両流派の関係は不明である。

## 系譜
多くの系統が存在したが、例として一部の系譜を以下に示す。
- 羽根清太左衛門尉義忠（肥前国佐賀郡龍造寺）
- 青木藤右衛門尉正光　（肥前国田代瓜生野町）
- 足立傳助正信　　　　（肥前国田代）
- 福地吉右衛門尉正次　（対馬国）

## 注
1. ↑  真之位や抜身目付などが共通しているが、以降の形や急所名で楊心流と異なる場合が多い。伝書に書かれている文はほぼ同じである。